# Stade d'Abidjan
Stade d'Abidjan je fotbalový klub z města Abidžan v Pobřeží slonoviny. Hraje na stadionu Stade Robert Champroux. Barvami jsou modrá a červená.

## Historie
Klub byl založen roku 1936 pod názvem ASFI Abidjan. Po fúzích s PIC a Olympique Club Abidjan se klub přejmenoval na USF Abidjan. Roku 1959 se klub přejmenoval na Stade d'Abidjan.

## Úspěchy
- Liga Pobřeží slonoviny (6): 1962, 1963, 1965, 1966, 1969, 2025
- Pohár Pobřeží slonoviny (5): 1971, 1976, 1984, 1994, 2000
- Pohár mistrů CAF (1): 1966
- Západoafrický pohár (Pohár UFOA) (1): 1977